# ФК Бродарац 1947
ФК Бродарац 1947 био је српски фудбалски клуб који је постојао у периоду од 2014. до 2017. године и уско повезан са ФК Бродарац.

## Историјат
Клуб је основан 2014. године и заменио је ФК Шумадија Јагњило у Српској лиги Београд. Следеће три сезоне провели су у трећем рангу такмичења и били шести, трећи и поново шести на табели у последњој сезони. Клуб је престао да се такмичи након сезоне 2016/17.

## Сезоне
| Сезоне  | Лига                | Лига | Лига | Лига | Лига | Лига | Лига | Лига | Лига | Куп      |
| Сезоне  | Ранг                | Ута. | Поб. | Нер. | Изг. | Ф    | А    | Птс. | Поз. | Куп      |
| ------- | ------------------- | ---- | ---- | ---- | ---- | ---- | ---- | ---- | ---- | -------- |
| 2014–15 | Српска лига Београд | 30   | 13   | 5    | 12   | 40   | 43   | 44   | 6.   | 2014/15. |
| 2015–16 | Српска лига Београд | 30   | 16   | 8    | 6    | 49   | 30   | 56   | 3.   | 2015/16. |
| 2016–17 | Српска лига Београд | 30   | 13   | 5    | 12   | 47   | 42   | 44   | 6.   | 2016/17. |